# Международный совет по гармонизации
Международный совет по гармонизации (англ. International Council on Harmonisation) — международная организация, занимающаяся выработкой рекомендаций по созданию и тестированию лекарственных препаратов. История организации началась с проводимой с 1990 года Конференции по гармонизации, а с 2015 года Совет зарегистрирован в Швейцарии как ассоциация.
В Совет входят представители регулирующих организаций и ассоциации производителей медикаментов, совместно вырабатывающие требования типа надлежащей клинической практики, интегрированные в законодательство многих стран.

## История
Предпосылками к созданию Совета были местные законы, регулирующие состав и безопасность лекарственных средств, а также международные инициативы по охране прав людей, задействованных в медицинских экспериментах. В 1949 году появился Нюрнбергский кодекс, запрещавший медицинские эксперименты без согласия участников и проведение экспериментов людьми, не имеющими нужной квалификации, а также без медицинской необходимости; в 1964 году принята Хельсинкская декларация, закрепившая требования к исследовательской этике и экспериментах на людях. В 1980-х в крупных центрах производства медикаментов — ЕС, США, Японии и других — уже имелись собственные системы фармконтроля, и назревала необходимость синхронизации этих требований.
Идея о сокращении повторного тестирования лекарств для вывода на рынки новых стран появилась не только как ответ на бесчеловечные эксперименты над не понимающими происходящего людьми, её также активно продвигали коммерческие производители лекарств, желавшие увеличить охват рынка своей продукцией.
В 1990 году в Брюсселе прошла первая Международная конференция по гармонизации технических требований к регистрации лекарственных препаратов для применения на людях (англ. International Conference on Harmonisation of Technical Requirements for Registration of Pharmaceuticals for Human Use), в которой приняли участие делегации из ЕС, США и Японии. Спустя 6 лет вышел первый документ, E6 (R1) «Руководство по надлежащей клинической практике», остающееся золотым стандартом планирования, проведения, сбора и публикации данных по клиническим исследованиям и в 2022 году. В 2011 году Международная организация по стандартизации приняла аналогичный стандарт для медицинских устройств (ISO 14155), основанный на руководстве E6.
В 2015 году организаторы Конференции зарегистрировали её в Швейцарии как «ассоциацию» и переименовали в «Международный совет по гармонизации», а также приняли представителей регуляторов и производителей Швейцарии и Канады в постоянные члены.

## Структура
В юридическом отношении Совет является ассоциацией, зарегистрированной в Швейцарии 23 октября 2015 года.
Входящие в Совет организации отличаются по типу членства:
- организации с правом голоса:
  - EMA,
  - EFPIA[англ.],
  - Минздрав Японии,
  - PMDA[англ.] и JPMA[англ.],
  - FDA,
  - PhRMA[англ.];
- организации без права голоса:
  - IPFMA[англ.];
- наблюдатели:
  - ВОЗ,
  - Минздрав Канады,
  - ЕАСТ,
  - Swissmedic[фр.];
- заинтересованные в членстве организации
  - WSMI[b],
  - IGPA[c],
  - API[d].

### Организационный комитет
В организационный комитет Совета по гармонизации входят спонсирующие его организации ЕС, Японии и США, причём там попарно работают регулирующие органы и представители исследователей и производителей: Европейское агентство лекарственных средств (EMA) и Европейская федерация фармацевтических производств и организаций (EFPIA); Минздрав Японии и японские Агентство по фармацевтике и медицинским устройствам (PMDA) и Ассоциация производителей фармацевтических препаратов (JPMA); Управление по санитарному надзору за качеством пищевых продуктов и медикаментов США (FDA) и Ассоциация исследователей и производителей фармацевтической продукции (PhRMA). От всех шести в комитет входит по два представителя; также там имеется по одному представителю от четырёх организаций-наблюдателей (ВОЗ, Минздрав Канады, ЕАСТ, Swissmedic).
Комитет управляет Группой глобального сотрудничества (создана в 1999 году), менеджментом словаря MedDRA и рабочими группами, куда входят представители всех организаций-спонсоров и наблюдателей. Документацию к заседаниям Комитета готовит секретариат, предоставляемый IPFMA.
Группа глобального сотрудничества включает представителей минздравов и надзорных организаций за медикаментами восьми стран: Австралии, Бразилии, Индии, КНР, Республики Корея, России, Сингапура и Тайваня.
Рабочие группы делятся на экспертные и внедренческие. Экспертные группы работают над рекомендациями, по согласованию с организационным комитетом в таких рабочих группах также могут принимать участие специалисты по обсуждаемому вопросу из региональных фармакопей, региональных инициатив по гармонизации, отдельных медицинских регуляторов и министерства здравоохранения стран, не являющихся членами Совета, а также организаций, заинтересованных в членстве: WSMI, IGPA, API. Внедренческие группы работают над тем, чтобы упростить и ускорить воплощение рекомендаций Совета. Кроме того, периодически формируются неформальные рабочие группы и дискуссионные группы.
Фармакопейная дискуссионная группа, сформированная на базе Совета, позже была выделена в независимую организацию.

## Результаты деятельности
По состоянию на 2022 год Совет уже выработал более 50 руководств, включающих помимо собственно текста секцию вопросов и ответов. Также Совет создаёт шаблоны общих технических документов (англ. Common Technical Documents), упрощающих подачу сведений о лекарственных препаратах регуляторам. Совет поощряет использование своих документов всеми странами мира и работает с региональными инициативами по гармонизации.
Выработка руководств Совета происходит в пять шагов:
- экспертная группа приходит к научному консенсусу,
- формулируется текст черновика,
- проходит консультация с другими регулирующими организациями и широкой общественностью,
- черновик корректируется в соответствии с полученными данными,
- руководство воплощается в жизнь в странах-участницах[8].

### Типы руководств
Руководства обычно создаются по конкретной теме — качество (Q), безопасность (S), эффективность (E), помимо этого бывают мультидисциплинарные руководства (M). Примером может служить руководство по качеству Q1A, указывающее условия хранения лекарств для проверки их стабильности: при соблюдении требований Q1A по влажности и температуре данные по стабильности принимаются EMA, PMDA и FDA.
Руководства по качеству включают условия стабильности, хранения, проведения клинических исследований, чистоты.
- Q1A — стабильность (англ. Stability)
- Q2 — аналитическая валидация (англ. Analytical validation)
- Q3A-Q3D — химическая чистота (англ. Impurities)
- Q4-Q4B — фармакопея (англ. Pharmacopeia)
- Q5A-Q5B — качество биотехнологических продуктов (англ. Quality of biotechnological products)
- Q6A-Q6B — спецификации (англ. Specifications)
- Q7 — надлежащая производственная практика (англ. Good Manufacturing Practices)
- Q8 — фармацевтическая разработка (англ. Pharmaceutical development)
- Q9 — управление рисками для качества (англ. Quality risk management)
- Q10 — фармацевтическая система качества (англ. Pharmaceutical quality system)
- Q11 — разработка и производство фармакологической субстанции (англ. Development and manufacture of drug substance)
- Q12 — управление жизненным циклом (англ. Lifecycle management)
- Q13 — непрерывное производство фармакологических субстанций и продуктов (англ. Continuous manufacturing of drug substances and drug products)
- Q14 — разработка аналитических процедур (англ. Analytical procedure development)

Руководства по безопасности сосредоточены на различных видах токсичности, а также фармакокинетике.
- S1A-S1C — канцерогенность (англ. Carcinogenic studies)
- S2 —генотоксичность (англ. Genotoxicity studies)
- S3A-S3B — токсикокинетика[англ.] и фармакокинетика (англ. Toxicokinetics and pharmacokinetics)
- S4 — проверка токсичности (англ. Toxicity testing)
- S5 — репродуктивная токсикология[англ.] (англ. Reproductive toxicology)
- S6 — биотехнологические продукты (англ. Biotechnological products)
- S7A-S7B — фармакологические исследования (англ. Pharmacology studies)
- S8 — иммунотоксикология (англ. Immunotoxicology study)
- S9 — внеклиническая проверка противораковых средств (англ. Nonclinical evaluation for anticancer pharmaceuticals)
- S10 — фотобезопасность (англ. Photo-safety evaluation)
- S11 — внеклиническая педиатрическая безопасность (англ. Nonclinical pediatric safety)
- S12 — внеклинические исследования биораспределения[англ.] продуктов генной терапии (англ. Nonclinical biodistribution studies for gene therapy products)

Руководства по эффективности включают сведения по эффективности долгосрочного лечения несмертельных заболеваний, дозировке, вопросы оценки эффективности в клинических исследованиях, а также критерии оценки иностранных клинических данных.
- E1 — клиническая безопасность долгосрочно применяемых лекарств (англ. Clinical safety for drugs used in long-term treatment)
- E2A-E2F — фармакологический надзор (англ. Pharmacovigilance)
- E3 — отчёты по клиническим исследованиям (англ. Clinical study reports)
- E4 — исследования дозозависимого эффекта (англ. Dose–response studies)
- E5 — этнические факторы (англ. Ethnic factors)
- E6 — надлежащая клиническая практика (англ. Good clinical practices)
- E7 — клинические исследования на пожилых (англ. Clinical trials in geriatric population)
- E8 — общие соображения по клиническим исследованиям (англ. General considerations for clinical trials)
- E9 — статистические принципы для клинических исследований (англ. Statistical principles for clinical trials)
- E10 — выбор контрольной группы в клинических исследованиях (англ. Choice of control group in clinical trials)
- E11 — клинические исследования на детях (англ. Clinical trials in pediatric population)
- E12 — клиническая оценка по категориям пациентов (англ. Clinical evaluation by therapeutic category)
- E14 — клиническая оценка (англ. Clinical evaluation)
- E15 — определения в фармакогенетике и фармакогеномике (англ. Definitions in pharmacogenetics/pharmacogenomics)
- E16 — квалификация геномных биомаркеров (англ. Qualification of genomic biomarkers)
- E17 — межрегиональные клинические исследования (англ. Multiregional clinical trials)
- E18 — геномные пробы (англ. Genomic sampling)
- E19 — сбор данных по безопасности (англ. Safety data collection)
- E20 — адаптивные клинические исследования (англ. Adaptive clinical trials)

Междисциплинарные исследования охватывают темы, выходящие за пределы оценки стабильности, безопасности и эффективности.
- M1 — терминология MedDRA (англ. MedDRA terminology)
- M2 — электронные стандарты (англ. Electronic standards)
- M3 — внеклинические исследования безопасности (англ. Nonclinical safety studies)
- M4 — общий технический документ (англ. Common technical document)
- M5 — элементы данных и стандарты словарей лекарственных средств (англ. Data elements and standards for drug dictionaries)
- M6 — генотерапия (англ. Gene therapy)
- M7 — генотоксичные примеси (англ. Genotoxic impurities)
- M8 — электронный общий технический документ (англ. Electronic common technical document (eCTD))
- M9 — разрешения не проводить исследования in vivo при оценке биоэквивалентности на основе биофармацевтической классификационной системы (англ. Biopharmaceutics classification system-based biowaivers)
- M10 — валидация биоаналитических методов (англ. Bioanalytical method validation)
- M11 — клинический электронный структурированный гармонизированный протокол (англ. Clinical electronic structured harmonized protocol (CeSHarP))
- M12 — исследования взаимодействия лекарственных средств (англ. Drug interaction studies)
- M13 — биоэквивалентность твёрдых оральных лекарственных форм с немедленным высвобождением (англ. Bioequivalence for immediate-release solid oral dosage forms)

### Юридический статус
По состоянию на 2022 год ЕС и Япония внесли руководства Совета в своё законодательство по регулированию фармакологической отрасли, но в США продолжают использовать собственное законодательство, несмотря на глубокую интеграцию с Советом и прямое участие FDA в написании руководств.
В таких странах, как Австралия, Бразилия, Великобритания, Новая Зеландия, соблюдение требований Совета по гармонизации фактически обязательно, хотя де-юре эти страны не имеют в нём представительства. В России действует ГОСТ Р 52379-2005 «Надлежащая клиническая практика», идентичный Руководству по надлежащей клинической практике E6 Международного совета по гармонизации.
В некоторых странах установлены собственные, более высокие требования к лекарственным препаратам: КНР, Тайвань и Япония требуют проведения исследований на своих жителях для регистрации новых лекарств, а Вьетнам, Индия и Мексика указывают конкретное число своих граждан, которые должны принять участие в исследованиях нового лекарства для его регистрации.

### Сноски
1. ↑  https://www.geneve-int.ch/international-conference-harmonisation-technical-requirements-registration-pharmaceuticals-human-u-0
2. ↑  Dubinsky, 2022, p. 3.
3. ↑  Dubinsky, 2022, p. 3—4.
4. 1 2 3 4  Dubinsky, 2022, p. 5.
5. ↑  Dubinsky, 2022, p. 6.
6. 1 2  Dubinsky, 2022, p. 7.
7. 1 2  Huynh‐Ba, 2022, p. 5.
8. 1 2 3 4 5 6  Weisfeld, 2013, p. 24.
9. 1 2  Flear, 2018, p. 164.
10. 1 2  Huynh‐Ba, 2022, p. 9.
11. 1 2 3  Kolla, 2018, p. 20.
12. ↑  Weisfeld, 2013, p. 23.
13. ↑  Huynh‐Ba, 2022, p. 6—7.
14. 1 2  Huynh‐Ba, 2022, p. 7.
15. 1 2 3  Huynh‐Ba, 2022, p. 8.
16. ↑  Мешковский, 2015, p. 29.
17. 1 2  Kolla, 2018, p. 21.
18. ↑  Huynh‐Ba, 2022, p. 9—10.
19. 1 2  Huynh‐Ba, 2022, p. 10—11.
20. 1 2  Huynh‐Ba, 2022, p. 10—12.
21. ↑  Flear, 2018, p. 163.
22. ↑  ГОСТ Р 52379—2005 «Надлежащая клиническая практика»
23. ↑  Weisfeld, 2013, p. 6.

### Комментарии
1. ↑  Полное название — Международный совет по гармонизации технических требований к лекарственным препаратам для медицинского применения (англ. International Council on Harmonisation of Technical Requirements for Registration of Pharmaceuticals for Human Use)
2. ↑  World Self Medication Industry, «Международная индустрия самолечения»; переименована в Global Self-Care Federation, «Глобальная федерация самостоятельной заботы о здоровье»
3. ↑  International Generic and Biosimilar Medicines Association, «Международная ассоциация дженериков и биологически аналогичных препаратов»
4. ↑  Biotechnology Industry and Active Pharmaceutical Ingredient Industry
5. ↑  World Self Medication Industry, «Международная индустрия самолечения»; переименована в Global Self-Care Federation, «Глобальная федерация самостоятельной заботы о здоровье»
6. ↑  International Generic and Biosimilar Medicines Association, «Международная ассоциация дженериков и биологически аналогичных препаратов»
7. ↑  Biotechnology Industry and Active Pharmaceutical Ingredient Industry